# Teoria marxiana del valore
La teoria marxiana del valore, o propriamente legge del valore delle merci (in tedesco Wertgesetz der Waren), è un concetto centrale della critica di Karl Marx all'economia politica. La teoria fu esposta per la prima volta in Miseria della filosofia del 1847, per poi essere approfondita nel primo libro de Il Capitale.

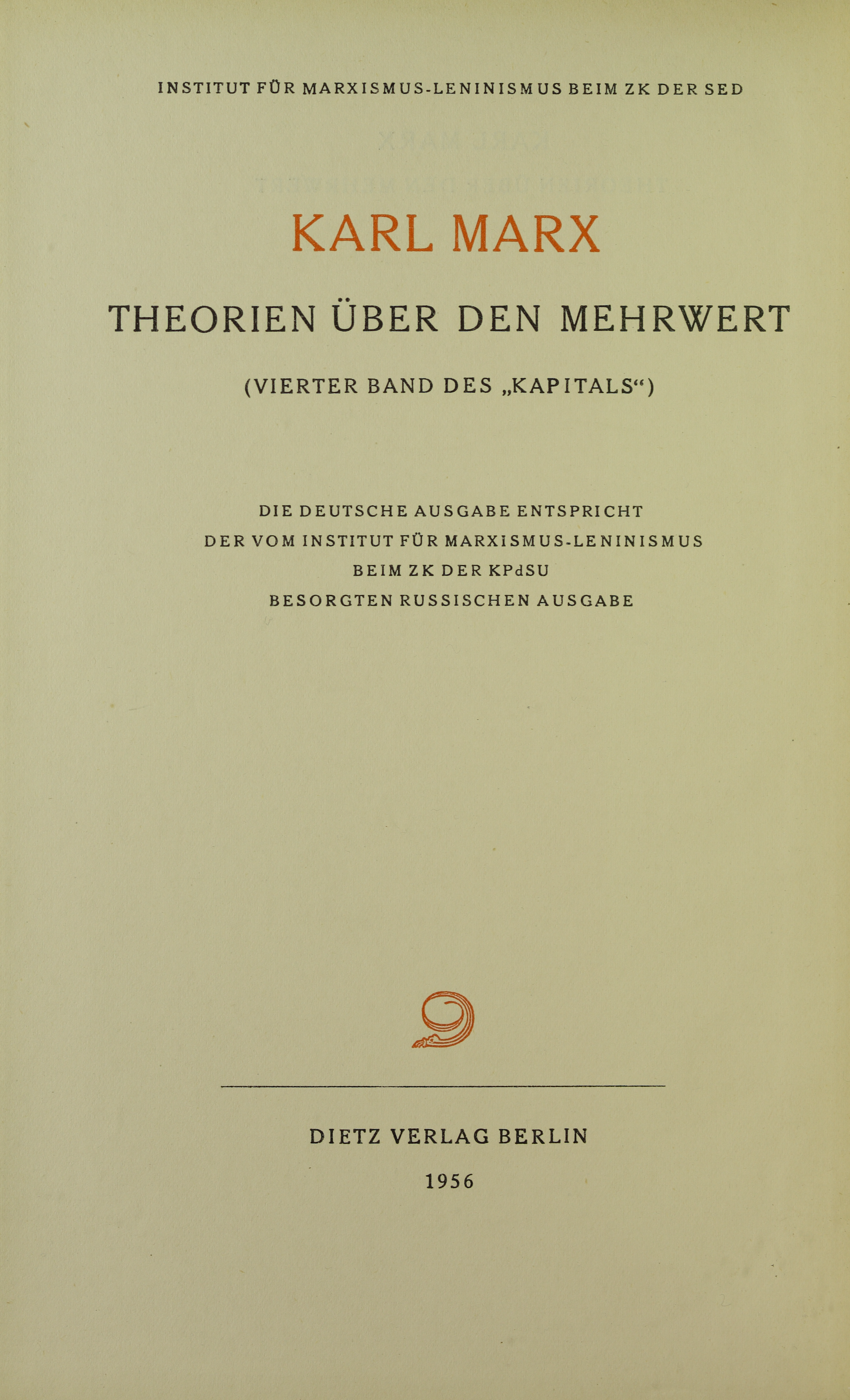
Karl Marx, Teorie sul plusvalore (Theorien über den Mehrwert)

Karl Marx eredita, rielaborandola, la teoria del valore dei classici, secondo cui la fonte ultima del valore è il lavoro, e nello stesso tempo opera una rottura nei loro confronti. Quello che mutua è l'idea, già rintracciabile in Adam Smith e fatta propria da David Ricardo, che il lavoro sia la fonte della ricchezza e che il valore sia determinato dalla quantità di lavoro contenuto nelle merci (lavoro incorporato).
Marx tuttavia si distacca dai classici perché rifiuta una rappresentazione del modo di produzione capitalistico come qualcosa di a-storico, naturale ed eterno, sostenendo invece l'idea secondo cui la società capitalistica non è che una tappa dello sviluppo storico dell'umanità. Respinge inoltre la definizione del capitale come insieme dei mezzi di produzione, ma lo considera come un qualcosa di storicamente determinato, avente un carattere sociale specifico e non dato in natura una volta per tutte.
Il capitalismo è dunque per Marx un modo di produzione transitorio, caratterizzato dalla separazione dei mezzi di produzione dai lavoratori e dalla massima diffusione della produzione mercantile. In tale ottica il valore non è più una proprietà "naturale", ma risulta connesso alle determinazioni specifiche, storiche di tale modo di produzione.

## Teoria classica del valore
Nel pensiero degli economisti classici convivevano due concezioni del valore, quella oggettiva del valore d'uso e quella soggettiva del valore di scambio.
I diversi esponenti di tale scuola cercarono di elaborare una teoria del valore che spiegasse il rapporto fra i due aspetti del valore.

### Adam Smith
La risposta di Smith si fondava sul principio, fondamentale nella costruzione dell'economista scozzese, della divisione del lavoro.
Se ogni soggetto (persona o impresa) si specializza nel produrre un solo tipo di beni, ed offre i propri beni in cambio di quelli prodotti dagli altri soggetti, diceva Smith, apparentemente vi è uno scambio di merci, ma in effetti vi è uno scambio di lavoro. Conseguentemente le merci e il denaro sono solamente lavoro accumulato.

### David Ricardo
David Ricardo dedicò il primo capitolo della sua opera più estesa ed organica, i Principi di economia politica e della tassazione, proprio alla teoria del valore. Qui egli sviluppò la teoria del valore smithiana, precisando ad esempio che bisogna considerare non solo il lavoro direttamente applicato al prodotto finito, ma anche quello applicato ai macchinari utilizzati per produrlo.

## Teoria marxiana
La teoria marxiana del valore-lavoro prende come base la teoria classica, ma vi apporta alcune modifiche.
Rispetto alla distinzione classica fra capitale fisso e capitale circolante, Marx opera una diversa distinzione fra capitale costante e capitale variabile, in cui il capitale costante comprende, oltre al capitale fisso, anche la porzione di capitale circolante non costituita da salari.
Inoltre Marx recupera la distinzione fisiocratica fra lavoro produttivo ed improduttivo, per arrivare alla distinzione fra sovrappiù (plusvalore) e sfruttamento.

### Merce
Nella sua principale opera economica, Il Capitale (1867), Marx inizia così la sua analisi:
La merce è definita come un oggetto esterno che grazie alle sue qualità soddisfa un qualsiasi bisogno dell'uomo. Secondo Marx, la merce possiede due tipi di valori:
- Il valore d'uso, ovvero la proprietà di essere utile e di soddisfare bisogni umani;[5]
- Il valore di scambio, ovvero cioè la proprietà di poter essere scambiata, in determinate proporzioni, con altre merci, ed in particolare con la merce considerata equivalente generale di tutti gli scambi e involucro del valore: il denaro.[6]

Per Marx, il valore d'uso permette un'analisi qualitativa della merce e ne fa apprezzare quelle caratteristiche che si realizzano nel consumo, le sue caratteristiche strutturali, estetiche, fisico-chimiche, la sua attitudine a soddisfare i bisogni umani prescindendo dal sacrificio necessario all'uomo per appropriarsene. I valori d'uso formano il contenuto materiale della ricchezza. Una cosa può essere valore d'uso senza essere valore quando non è ottenuta attraverso il lavoro (aria, terreni ecc.), e una cosa può non essere merce pur essendo utile e prodotto del lavoro umano quando chi produce provvede solo a soddisfare il proprio bisogno.
Diversamente dal valore d'uso, il valore di scambio è un mutevole rapporto quantitativo nel quale i valori d'uso di un tipo si scambiano con altri. Una merce si può scambiare con tutte le altre, ed è equivalente a ciascuna di esse, purché prese in determinate quantità reciprocamente congrue. I rapporti di scambio della stessa merce con ciascuna delle altre ci suggeriscono che il valore di scambio è in generale il modo di espressione, la forma fenomenica, di un contenuto da esso distinguibile. L'analisi della merce come depositaria del valore di scambio porta a prescindere dalle sue qualità, poiché ciò che interessa sono i rapporti quantitativi che si instaurano tra questa e le altre merci, e tra questa ed il denaro.
Parliamo di valore di scambio quando mettiamo in relazione tra di loro più merci, mentre ogni merce possiede una caratteristica immanente che si manifesta esteriormente nel valore d'uso. La caratteristica, comune a tutte le merci, è quella di essere prodotto del lavoro. Il lavoro possiede il duplice carattere della merce. Può essere infatti visto come:
- Lavoro concreto, qualitativamente definito, volto a produrre questo o quel valore d'uso
- Lavoro astratto, pura estrinsecazione di lavoro umano, che prescinde dagli aspetti qualitativi e dalle determinazioni specifiche riferite all'utilità dei singoli lavori e la cui quantità determina il valore d'uso.[9]

Si potrebbe pensare che il valore di una merce possa aumentare quanto più pigro sia il lavoratore, ma Marx afferma che essendo il valore un rapporto sociale che si estrinseca nel mercato, ove tutti agiscono su un piano di parità, la quantità di lavoro astratto per produrre una merce è data dal tempo di lavoro socialmente necessario, secondo l'intensità e la produttività prevalente in quel ramo produttivo, per produrre le merci. Il mercato "valida" questa quantità, nel senso che, se un'impresa produce una merce impiegando più tempo di quello socialmente necessario, realizzerà sul mercato solo il valore corrispondente al tempo socialmente necessario, e non quello corrispondente al lavoro effettivamente prestato nelle condizioni di minore produttività. E viceversa nel caso di produttività individuale superiore a quella media.
La "misura immanente", interna, del valore è dunque quella che risulta dal tempo di lavoro socialmente necessario, cioè di lavoro che è necessario per produrre quella merce nelle condizioni tecniche storicamente prevalenti e col grado sociale medio di abilità e intensità. La "misura fenomenica", esterna, del valore è invece quella derivante dal denaro, quale rappresentante generale della ricchezza e del lavoro astratto.
Per Marx il valore non può che esprimersi in modo fenomenico, tramite i rapporti di scambio mercantili e tramite il denaro, e dunque il valore di scambio, manifestatosi all'inizio dell'analisi della merce, appare più chiaramente come forma fenomenica del valore.
Egli ritiene che l'astrazione del lavoro discenda da una caratteristica peculiare del modo di produzione capitalistico, quella per cui i soggetti non agiscono in base a piani e a obiettivi prestabiliti o a esigenze sociali immediate, ma come atomi separati ed indifferenti tra di loro, i cui prodotti raggiungono un riconoscimento sociale solo attraverso lo scambio, e solo nei limiti in cui sussistano le condizioni affinché tale scambio avvenga. La socialità del lavoro, che nel sistema capitalistico esiste nella produzione solo in forma latente, si manifesta nel mercato, luogo in cui le merci possono scambiarsi proprio in quanto oggettivazione di lavoro astratto. Quando il processo di produzione non è ancora terminato e il lavoro è in corso di erogazione, anche il valore è in corso di creazione, è valore "potenziale", come potenziale è la merce. Al termine del processo produttivo, il lavoro speso per la produzione della merce diventa il valore in essa contenuto, suo valore individuale e sociale in potenza.  Solo con la vendita poi – quello che Marx definisce il vero e proprio "salto mortale della merce" - il lavoro contenuto diventa la sostanza del valore sociale realizzato e avviene la "validazione della socialità del lavoro".
Marx nota inoltre come il lavoro alienato dai lavoratori possa essere reso sociale solo annullandone le particolarità concrete ed utili e riducendolo a lavoro generico, qualitativamente identico, i cui prodotti sono proprio per questo equivalenti e quantitativamente comparabili. Nella società capitalista, in cui il dominio degli sfruttatori sugli sfruttati non avviene in virtù di arbitrio o prescrizioni legislative, morali o religiose, i rapporti sociali tra gli individui assumono così l'apparenza di rapporti tra cose poiché mediati dai rapporti di scambio, cioè da un meccanismo impersonale dominato dai prodotti del lavoro. Tali prodotti, vere e proprie "cristallizzazioni" di lavoro astratto, realizzano il proprio prezzo scambiandosi contro denaro.
Per Marx già dall'analisi della merce è possibile riscontrare alcune caratteristiche universali ed altre proprie del modo di produzione capitalistico. Così, è universale il valore d'uso dei beni, la loro caratteristica di essere utili; come pure è universale il fatto che il lavoro umano venga impiegato per produrre oggetti utili. Ad esempio anche nella comunità familiare o nell'antica comunità tribale i beni disponibili per il consumo assumono tale caratteristica. Al contrario, il lavoro diviene astratto solo con un tipo di produzione storicamente determinato, con la produzione di merci, e ancor di più con la produzione capitalistica sviluppata, che generalizza la forma di merce del prodotto.

### Feticismo della merce
(Karl Marx, Il Capitale, Libro I, 1)
Marx osserva che la legge del valore si dispiega nel modo di produzione capitalista, in cui il lavoro è lavoro "alienato".
Il salariato per sopravvivere aliena le sue prestazioni lavorative al capitalista, che ne dispone liberamente. Il capitalista dispone nella società di mercato del potere sociale di comandare la forza lavoro, e con essa della possibilità di appropriarsi dei prodotti del lavoro.
Il denaro è per Marx la forma alienata e nel contempo appropriata del valore, lo rappresenta come "equivalente generale e astratto", contrapposto ai diversi valori d'uso. Denaro e capitale, in quanto espressione rispettivamente del valore astratto e dell'accumulazione di valore fine a sé stesso, sono "cristallizzazioni di lavoro sociale", "coagulo di potere sociale per alcuni e di perdita di sé per altri".
Marx nota come la produzione sviluppata di merci presenti anche un altro aspetto. Infatti, nel modo di produzione schiavistico o feudale i rapporti sociali che si instauravano tra i soggetti erano trasparenti e apparivano immediatamente come rapporti personali. Così, ad esempio, la corvée, al pari del lavoro salariato delle società capitalistiche, si misurava col tempo, ma ogni servo della gleba sapeva bene che egli alienava al servizio del suo padrone una quantità determinata del suo tempo di lavoro. Al contrario, nel modo di produzione capitalistico questi rapporti personali appaiono come travestiti in rapporti fra le cose, assumendo forme fenomeniche che celano sempre più le loro forme essenziali. Ciò in qualche modo nasconde l'intima essenza della relazione, e questo perché gli agenti sociali hanno conoscenza immediata solo delle apparenze (ad esempio il prezzo delle merci o il salario quale non meglio identificato equivalente delle prestazioni lavorative), e non riescono a percepire la realtà che si cela dietro le apparenze. Il prodotto della mano dell'uomo, la merce, assume in apparenza un'esistenza indipendente che cela i rapporti sociali esistenti tra gli uomini; si comporta cioè come i "feticci ideologici" cui si attribuisce una vita indipendente. Così, le merci, da pure e semplici cose, prodotto del lavoro umano, assurgono al ruolo di rapporto sociale, e, nello stesso modo, anche i rapporti sociali fra gli uomini assumono l'aspetto, nello scambio, di rapporti tra cose.

### Dalla merce al denaro
Per Marx la "forma cellulare" della società contemporanea, la merce, contiene già in potenza alcune contraddizioni che si possono sviluppare e trasferire ad un livello più generale. Per il produttore o per chi la possiede temporaneamente per venderla essa non ha valore d'uso immediato, "altrimenti non la porterebbe al mercato", e la sua utilità consiste solo nell'essere mezzo di scambio, nel poter essere realizzata attraverso lo scambio con un equivalente. Tuttavia la merce, per potersi realizzare come valore, deve essere desiderata da altri, "dar prova di sé come valore d'uso"; e solo lo scambio può sancire l'esistenza di tale condizione. Questa opposizione latente all'interno della natura stessa della merce, tra valore d'uso e valore di scambio, si dispiega con l'estensione dello scambio e soprattutto con la produzione capitalistica, il cui fine ultimo non è il valore d'uso, ma l'appropriazione e l'accumulazione di ricchezza astratta in forma monetaria.
Il lavoro astratto deve così oggettivarsi in un altro "feticcio", in una merce indifferente alle proprietà naturali e avente la qualità sociale di essere scambiabile con qualsiasi altra, purché rappresenti il medesimo tempo di lavoro socialmente necessario. Le singole merci sono però immediatamente oggettivazione di lavoro individuale, determinato qualitativamente e concreto. La contraddizione tra lavoro astratto e lavoro concreto, la contraddizione tra il carattere generale della merce come valore e il suo carattere particolare come valore d'uso, si risolve dunque attraverso l'esistenza di una "incarnazione" del valore distinguibile dalla corporeità della merce, la quale, nello scambio, deve assumere "una forma di esistenza sociale in denaro, scissa dalla sua forma di esistenza naturale".
Nello scambio le merci sono socialmente commensurabili e si presentano come quantità diverse, desumibili dal loro prezzo, di una stessa merce speciale: il denaro. Quest'ultimo è la "forma fenomenica necessaria" della "misura immanente" del valore delle merci, del tempo di lavoro, e si contrappone alle altre merci, ai valori d'uso, come unica esistenza adeguata del valore di scambio. Lo sdoppiamento interno tra valore di scambio e valore d'uso di una merce si sviluppa quindi, per Marx, nello sdoppiamento esterno tra merce e denaro, in cui l'una conta sempre come valore d'uso, l'altro come valore di scambio.

### Metamorfosi della merce
Marx osserva come la circolazione delle merci non sia altro che una infinita serie di cambiamenti di mano fra merce e denaro. Il potenziale venditore, per il quale la merce è immediatamente solo depositaria di valore, e non valore d'uso, la dovrà scambiare contro denaro, sola forma di equivalente socialmente valida. Dopo di che potrà appropriarsi di un'altra merce che sia finalmente per lui oggetto d'uso.
Il processo di scambio può essere quindi visto come composto di due mutamenti di forma:
1. la trasformazione della merce in denaro (Merce - Denaro o M - D),
2. la trasformazione del denaro in merce (Denaro - Merce o D - M).

Ognuno di questi due momenti vede al polo opposto un altro soggetto. La prima trasformazione (M - D), la vendita, quella che Marx chiama il "salto mortale della merce", può giungere a buon fine solo se il possessore della merce incontra un compratore interessato al suo valore d'uso, dunque solo se la merce è utile, se cioè il lavoro in essa speso si dimostra a posteriori speso in forma socialmente utile.
Marx osserva come all'M - D del possessore di merce debba corrispondere un D - M per l'acquirente che gli si contrappone. Allo stesso modo la conclusione della metamorfosi, il secondo momento dello scambio, l'acquisto (D - M), deve necessariamente coincidere con l'inizio di un altro scambio per un altro soggetto, cioè con la vendita.
Il processo di scambio nel suo insieme differisce dallo scambio immediato dei prodotti: il baratto. Nel ciclo M - D - M la mediazione del denaro spezza infatti i limiti dello scambio immediato: non è più necessario l'incontro di due soggetti tali che, reciprocamente e contemporaneamente, la merce dell'uno sia valore d'uso per l'altro. Però tale processo spezza anche l'unità del baratto: lo scambio viene spezzato in due momenti distinti (M - D e D - M) con conseguenze importanti. Infatti, le relazioni sociali che si instaurano tra gli individui divengono incontrollabili dagli stessi. L'inizio (M - D) è anche la fine (D - M) di un ciclo analogo che si contrappone al nostro. La conclusione (D - M) è anche l'inizio di un altro ciclo (M - D). Per chi ha compiuto l'intero ciclo (M - D - M) la cosa finisce qui, perché lo scopo della sua transizione, impossessarsi di un diverso valore d'uso, è raggiunto, ma, a partire dal suo secondo movimento (D - M), altri innescano un nuovo ciclo. La "metamorfosi" complessiva di una singola merce costituisce l'anello di una catena di metamorfosi, tutte in connessione tra di loro, al di fuori del controllo dei soggetti in relazione. Per Marx ciò diventa fondamentale perché, nella separazione del ciclo in due fasi, sta anche la possibilità della sua interruzione. Tale possibilità costituisce anche la possibilità dell'esistenza di quelle che egli chiama crisi di realizzo.
È da notare per inciso che Marx, partendo da questa forma astratta della metamorfosi della merce, formula una critica rigorosa alla legge degli sbocchi (o legge di Say), secondo la quale non può esserci crisi generalizzata di realizzo perché ognuno vende per acquistare, si procura cioè con la vendita il denaro che gli è utile per futuri acquisti, e quindi ogni offerta dà luogo ad una domanda di pari importo. Marx osserva invece che lo spezzarsi in due fasi della metamorfosi, il fatto che il venditore può differire il suo successivo acquisto, o tesaurizzare il denaro, determina la possibilità della crisi, in ciò anticipando un'importante intuizione di John Maynard Keynes.

### Metamorfosi del capitale
Ma per Marx anche la "metamorfosi della merce" deve necessariamente svilupparsi in altro: nella "metamorfosi del capitale".
Il valore, rappresentato dal denaro, ha funzionato fin qui solo come medium di uno scambio tra valori d'uso, ma il valore autonomizzato nel denaro non può limitarsi a questo ruolo. La sua accumulazione è infatti per l'autore il fine ultimo del modo di produzione capitalista.
Il ciclo M - D - M non riesce a spiegare il fondamento di tutta una serie di fenomeni tipici di un modo di produzione che ha compiuto, attraverso il capitale, il balzo verso la generalizzazione della produzione di merci. Il primo e l'ultimo termine del ciclo sono due merci di valore equivalente; il movente dello scambio non può che essere l'appropriazione di un valore d'uso che renda possibile la soddisfazione di determinati bisogni attraverso l'alienazione di una merce che per noi non costituisce valore d'uso ma è solo depositaria di ricchezza astratta.
Anche nella produzione capitalistica questo è un aspetto inevitabile del processo di scambio. Ad esempio ecco cosa si potrebbe affermare a proposito dello scambio tra capitale e forza lavoro:
- il capitalista cerca di realizzare, con la vendita, il valore dei suoi prodotti e trasformarli in denaro (M - D); attraverso il denaro può ora appropriarsi di merci aventi una forma materiale a lui utile al fine di iniziare un nuovo ciclo produttivo (forza lavoro e mezzi di produzione);
- il lavoratore trasforma ciò di cui dispone, la propria capacità lavorativa, in denaro (L - D) attraverso il quale può accedere ai mezzi di sussistenza (D - M).

Le cose si presentano realmente in questi termini, ma l'analisi dei fenomeni da questa angolatura non riesce a svelare i rapporti cruciali. Non ci spiega sufficientemente, per esempio, qual è il movente che induce a ripetere questo ciclo in forma capitalistica e su scala allargata.
Se modifichiamo invece il punto di partenza del processo di scambio, partendo dal denaro (D - M), le cose si chiariscono. Non si tratta di un puro espediente analitico: porre il denaro all'inizio e alla fine del processo quale forma generale della ricchezza, corrisponde alla percezione corretta della produzione capitalistica, la quale è produzione di ricchezza astratta fine a sé stessa. Così, per Marx, se facciamo astrazione dal contenuto materiale della circolazione delle merci, dallo scambio dei valori d'uso, e consideriamo soltanto le forme economiche generate da questo processo, troviamo che il suo ultimo prodotto è il denaro. Quest'ultimo prodotto della circolazione delle merci è la prima forma fenomenica del capitale.
Se il ciclo diviene D - M - D (con il denaro, punto di partenza e di arrivo) il processo di scambio ha senso solo se l'ultimo termine è superiore quantitativamente al primo, in quanto qualitativamente si tratta della stessa merce. Il ciclo M - D - M si capovolge nel ciclo D - M - D' (ove D' è maggiore di D) e il denaro immesso nel ciclo diviene valore che si conserva e si accresce, diviene cioè capitale.
Tuttavia anche la quantità accresciuta di denaro che esce dal ciclo è limitata, come lo era quella anticipata. Se venisse spesa cesserebbe definitivamente di essere capitale; se venisse tesaurizzata non avrebbe la possibilità di accrescersi nuovamente. Essa deve essere messa di nuovo in circolazione. Il "capitale valorizzato", la fine di ogni ciclo, diviene così per Marx l'inizio di un nuovo ciclo. Ecco perché solo con la produzione capitalistica si generalizza la produzione e la circolazione delle merci.
Il possessore di denaro diventa capitalista, in quanto veicolo consapevole di tale movimento. La sua persona è il punto di partenza e di ritorno del denaro. Il contenuto oggettivo di quella circolazione – la valorizzazione del valore – è il suo fine soggettivo. Egli funziona come capitalista, ossia come capitale personificato, dotato di volontà e di consapevolezza, solamente in quanto l'unico motivo propulsore delle sue operazioni è una crescente appropriazione della ricchezza astratta. Quindi né il valore d'uso né il singolo guadagno vanno considerati il fine del capitalista. Suo fine è soltanto il "moto incessante del guadagnare".
La valorizzazione nell'ambito della circolazione attraverso lo scambio di equivalenti, come vuole la regola del mercato, sembra però impossibile: infatti il possessore di denaro deve comperare e vendere le merci al loro valore, eppure alla fine del processo trarne più valore di quanto ve ne abbia immesso. Secondo Marx il "miracolo" può verificarsi solo se il denaro viene scambiato con un particolare tipo di merce, la forza lavoro, il cui consumo come valore d'uso avviene in maniera produttiva, non rivolto al godimento immediato, ma alla conservazione e all'accrescimento del suo valore.
La circolazione semplice generalizzata è un presupposto del capitale, ma la caratteristica specifica della produzione capitalistica sta però nell'esistenza sul mercato di soggetti che, avendo perso ogni possibilità di comando sui mezzi di produzione e di sussistenza, sono costretti a "mettere in vendita, come merce, la loro stessa forza lavoro", in quanto impossibilitati a vendere i prodotti autonomi del loro lavoro. Quindi il capitale deve scaturire dalla circolazione, dallo scambio con la forza lavoro, il cui risultato è la trasformazione del lavoro in capitale, in quanto dà al capitale il diritto di proprietà sul prodotto. Ma solo andando oltre l'esame di questa sfera della circolazione, dello scambio di valori equivalenti, si può comprendere, per Marx, la vera natura dello sfruttamento. Occorre esaminare l'uso della forza lavoro, e non solo il suo scambio.
Il generalizzarsi dello scambio, attraverso l'introduzione del capitale, il farsi merce della forza lavoro, lo scambio tra capitale e lavoro, determina il diritto dei capitalisti di appropriarsi del lavoro altrui, rovesciando il presupposto della circolazione semplice, in cui ognuno è proprietario del prodotto del proprio lavoro.

### Processo lavorativo e processo di valorizzazione
Il capitalista consuma la forza lavoro acquistata secondo il suo valore d'uso, cioè facendola lavorare. Visto che il lavoro deve rappresentarsi in merci, questo deve essere speso in forma utile, per la produzione di valori d'uso. Infatti "nessuna cosa può essere valore senza essere oggetto d'uso. Se è inutile, anche il lavoro contenuto in essa è inutile, non conta come lavoro e non costituisce quindi valore
Se consideriamo il processo lavorativo rivolto alla produzione di valori d'uso come un mezzo per regolare il ricambio organico dell'uomo con la natura, come un'attività di appropriazione ed utilizzazione delle forze della natura conforme ad uno scopo precedentemente programmato, ci poniamo per Marx dal punto di vista delle determinazioni naturali di tale processo, comuni nella forma a tutte le società. I valori d'uso prodotti possono essere destinati al consumo o impiegati come mezzi di produzione in nuovi processi lavorativi. In quest'ultimo caso diventano fattori oggettivi del "lavoro vivente", condizioni di esistenza del processo lavorativo. Contemporaneamente questo processo costituisce l'unico mezzo per conservare come valori d'uso questi prodotti del lavoro, che non avrebbero nessuna utilità al di fuori di esso.
Le determinazioni storiche, all'interno del modo di produzione capitalistico, di questo processo, visto come processo di consumo della forza lavoro da parte del capitale, sono invece che:
1. il lavoratore è sottoposto al controllo del capitalista;
2. il prodotto è di proprietà del capitalista;
3. non è il lavoratore che utilizza i fattori oggettivi della produzione, ma il lavoro morto, "cristallizzato" nel capitale, che utilizza e "succhia il lavoro vivo";
4. dal processo produttivo scaturisce un plusvalore.

Tale processo coincide col "processo di valorizzazione del capitale".

### Plusvalore
Quest'ultimo risultato è per Marx possibile perché il lavoro necessario alla reintegrazione del valore della forza lavoro assorbe solo una frazione dell'intera giornata lavorativa. Così, ad esempio, mentre la giornata lavorativa è di otto ore, nell'equivalente pagato per l'uso giornaliero della forza lavoro, nel salario, sono oggettivate solo cinque ore. Il lavoro svolto nelle rimanenti tre ore (pluslavoro) determina il plusvalore di cui si appropria il capitale e rappresenta l'entità della sua valorizzazione.
In termini formali, se L è la quantità di lavoro impiegata per una determinata produzione e V il lavoro necessario alla riproduzione della forza lavoro, il plusvalore Pv sarà dato dalla differenza:
{\displaystyle \ Pv=L-V}
Il plusvalore è per Marx l'unica fonte del profitto, la cui realizzazione ed accumulazione costituiscono il fine essenziale del capitale.
Pertanto ogni capitalista pratica metodi per accrescere il plusvalore. Tali metodi sono classificati da Marx nel modo seguente:
1. Plusvalore assoluto. Si tratta di tutti i metodi che cercano di espandere, a parità di altre condizioni, il lavoro assoggettato al capitale. Tra questi il più classico è il prolungamento della giornata lavorativa, che consente di ampliare le ore di pluslavoro quando siano date e costanti le ore di lavoro necessarie alla riproduzione della forza lavoro (lavoro necessario). Anche l'estensione dei soggetti sottomessi allo sfruttamento (si pensi ad esempio al lavoro minorile) possono rientrare in questa classificazione.
2. Plusvalore relativo. Sono questi i metodi che consentono di ridurre le ore di lavoro necessario o, che è lo stesso, del capitale variabile. Infatti, ponendo costante la durata della giornata lavorativa, al diminuire delle ore di lavoro necessario il pluslavoro aumenta. Poiché il salario non può scendere al di sotto del livello di sussistenza, il modo tipico di ridurre il tempo di lavoro necessario è l'aumento della produttività del lavoro: se occorrono meno ore di lavoro per produrre i beni di consumo dei lavoratori, si riduce il lavoro necessario anche senza diminuire i consumi dei lavoratori, cioè i salari reali.

### Capitale costante e capitale variabile
Per Marx l'altra condizione per la valorizzazione del capitale è che il valore dei mezzi di produzione si trasferisca completamente nel prodotto, che il lavoro speso nel processo abbia la duplice proprietà di creare nuovo valore e di trasferire nel valore del prodotto – parallelamente alla creazione di nuovo valore, senza nessun lavoro supplementare – il "lavoro morto" contenuto nei mezzi di produzione. Questo duplice effetto scaturisce dalla duplice proprietà del lavoro di essere lavoro astratto e lavoro utile.
I mezzi di produzione (materie prime, macchine, ecc.), attraverso il lavoro utile, via via che si consumano, si trasformano in un nuovo valore d'uso e trasferiscono il loro valore in quello del nuovo prodotto. Senza l'intervento del lavoro utile il filato ed il telaio non si trasformerebbero in tessuto e perderebbero il loro valore. Ma il valore esiste in un valore d'uso, in una cosa. Se si perde l'utilità di un oggetto si perde anche il suo valore. Tuttavia nel processo produttivo, mentre i mezzi di produzione vedono perso il loro valore d'uso, non viene parallelamente disperso il loro valore, che si trasferisce interamente nel prodotto. Tali mezzi perdono così solo la forma originaria del loro valore d'uso e raggiungono la forma di un altro valore d'uso, quella del prodotto. Per il capitale è del tutto indifferente in quale valore d'uso materializzarsi. In questo modo, grazie al carattere di utilità del lavoro, si verifica il trapasso di valore dal mezzo di produzione al prodotto. Il prodotto acquista cioè solo il valore perso dal mezzo di produzione e i mezzi di produzione cedono il loro valore al prodotto solo in quanto durante il processo lavorativo perdono valore nella forma dei loro vecchi valori d'uso.
Al contrario il lavoro, in quanto lavoro astratto sociale, aggiunge nuovo valore al prodotto. Esso aggiunge una determinata grandezza di valore, non in quanto dotato di un particolare contenuto utile, ma perché svolto in un tempo determinato, nella sua qualità astratta e generale, come dispendio di forza lavoro umana, la quale è fonte di nuovo valore in quanto la sua messa in movimento è oggettivazione di tempo di lavoro in un valore d'uso. La messa in atto della forza lavoro per l'intera durata della giornata lavorativa consente quindi sia la riproduzione del suo valore, sia la creazione del plusvalore, il quale è l'unica fonte dell'eccedenza del capitale valorizzato su quello impiegato.
Per questi motivi Marx chiama queste due diverse forme di esistenza assunte dal capitale anticipato, una volta abbandonata la forma di denaro, cioè la forza lavoro e i mezzi di produzione, rispettivamente capitale variabile e capitale costante: l'una è creatrice di nuovo valore, mentre gli altri cedono al prodotto, senza alcun incremento, il proprio valore. Con questa formulazione egli respinge così le teorie che spiegano il profitto come remunerazione dei servizi produttivi del capitale.
Discostandosi dalle definizioni precedenti, Marx viene in questo modo a far coincidere il capitale variabile con il monte salari.
Si noti poi che tutto il capitale anticipato è dapprima in forma di denaro, e solo dopo l'acquisto dei mezzi di produzione e l'uso della forza lavoro esso si materializza in altro. Il valore del capitale costante e del capitale variabile non può che essere quindi dato dal lavoro astratto rappresentato dal denaro che è stato speso per l'acquisizione di tali fattori, che poi è anche il lavoro speso e socialmente validato dal mercato per la produzione dei mezzi di produzione e per la riproduzione della forza lavoro.

### Funzione della teoria del valore in Marx
La teoria del valore, nell'analisi di Marx, è pertanto uno strumento per indagare i rapporti sociali e le caratteristiche specifiche delle società contemporanee. Essa è inoltre uno strumento per indagarne le "leggi di movimento".
Caratteristica del modo di produzione capitalistico, in cui predomina l'accumulazione di valore astratto, è che il processo lavorativo con cui si producono oggetti utili, non è altro che il mezzo per tale accumulazione, il fine essendo il processo di valorizzazione del capitale. La produzione diviene così fine a sé stessa ed il lavoro interessa solo in quanto produttore di plusvalore, sorgente unica della valorizzazione del capitale, e non in quanto produttore di singoli beni utili, di valori d'uso. L'"autovalorizzazione" del capitale è possibile perché è caratteristica della forza lavoro poter fornire un'eccedenza di lavoro rispetto a quello necessario per la riproduzione della classe lavoratrice. Questa eccedenza, definita in termini di lavoro astratto, è un elemento strategico, e ogni intoppo al processo di valorizzazione può costituire un elemento di crisi.
Marx individua così le possibili cause delle crisi capitalistiche:
- le crisi di realizzo, e
- la legge della caduta tendenziale del saggio di profitto.

Da un lato le crisi di realizzo in cui:
1. la scissione tra il carattere sociale, utile, e quello astratto del lavoro;
2. il carattere anarchico, non governato da un piano, della produzione;
3. una distribuzione ineguale, che limita il mercato dei beni di consumo della classe lavoratrice,

determinano ricorrentemente la mancata conferma nel mercato della socialità del lavoro, e quindi la mancata realizzazione di tutto il valore oggettivato nella produzione cioè di tutta la ricchezza prodotta (altra anticipazione di Keynes).
Dall'altro lato, essendo il lavoro l'unica fonte del plusvalore, limitata dal numero di lavoratori impiegati e dalla durata della giornata lavorativa e contrapposta al valore incessantemente crescente già oggettivato nel capitale impiegato, viene a determinarsi un'altra causa di crisi nella tendenza alla diminuzione del saggio del profitto che è il rapporto tra queste due grandezze (il plusvalore e il valore del capitale impiegato). Questa seconda causa viene denominata legge della caduta tendenziale del saggio del profitto.

### Determinazione del valore nel Libro I del Capitale
Nel Libro I de Il Capitale, l'unico giunto a pubblicazione vivo l'autore - in cui si tratta l'immediato processo di produzione e valorizzazione astraendo dalla mediazione operata dalla competizione tra capitali - Marx non prende in considerazione l'operare della tendenza all'uguaglianza del saggio di profitto nei diversi settori produttivi, risultato della concorrenza esterna dei capitali alla ricerca della migliore allocazione, e ipotizza di conseguenza che le merci si scambino in proporzione alla quantità di lavoro astratto sociale in esse contenuto, o meglio che i rapporti di scambio effettivi nel mercato oscillino attorno a questo "centro di gravità". Assume in pratica l'uguaglianza tra prezzi di produzione e valori di produzione.
Data la convinzione di Marx circa l'uguaglianza tra i profitti totali realizzati nell'economia e il plusvalore totale, il caso reale, quello in cui i valori di produzione differiscono normalmente dai prezzi di produzione, costituiva solo una complicazione analitica tale da non modificare la sostanza dei rapporti sottostanti, come verrà mostrato nel terzo libro.
Schematizzando dunque quanto fin qui accennato: il valore delle merci è dato dalla somma tra il valore del capitale costante (C), e il lavoro vivo messo in atto durante la produzione attuale (L), il quale si distingue a sua volta in valore del capitale variabile (V), cioè il valore dei salari corrisposti ai lavoratori, e il plusvalore (Pv), cioè la quantità di lavoro prestata dai lavoratori in eccedenza rispetto a quella contenuta nei salari.
In simboli, indicando con W il valore, abbiamo che:
{\displaystyle \ W=C+L=C+V+Pv}
e il valore del capitale anticipato, K, è dato da:
{\displaystyle \ K=C+V}
Il rapporto tra il valore del capitale costante e quello del capitale variabile, {\displaystyle C/V}, è denominato composizione organica del capitale ed è in qualche modo connesso allo sviluppo delle forze produttive, in quanto indica che uno stesso numero di lavoratori mette in movimento un valore accresciuto di materie prime, macchinari, ecc.
Essendo il plusvalore l'unica fonte del profitto, e prescindendo da altri prelievi di plusvalore, quali rendite, tasse e oneri finanziari e della distribuzione, il saggio di profitto, r, è dato dal rapporto tra il plusvalore e il capitale complessivo impiegato, in simboli:
{\displaystyle r={\frac {Pv}{C+V}}}  (1)
o anche:
{\displaystyle r={\frac {Pv}{K}}}
Se dividiamo per V numeratore e denominatore del membro a destra dell'equazione (1) otteniamo
{\displaystyle r={\frac {\frac {Pv}{V}}{{\frac {C}{V}}+1}}}
Quest'ultima relazione ci dice che a parità di saggio di sfruttamento della forza lavoro ({\displaystyle Pv/V}) il saggio del profitto è una funzione decrescente della composizione organica del capitale ({\displaystyle C/V}). Infatti, quando aumenta questa seconda espressione, si accresce il denominatore dell'ultima equazione.

### Problema della trasformazione dei valori in prezzi di produzione
Nel Libro III del Capitale, pubblicato postumo da Friedrich Engels, Karl Marx, abbandonando il livello di astrazione del libro I, introduce i molteplici capitali, e i loro movimenti tra i settori, che determinano la tendenza alla formazione di un saggio medio del profitto. A questo nuovo livello assumono importanza le diverse composizioni settoriali del capitale, mentre i risultati del libro primo sarebbero riproducibili solo ipotizzando l'uniformità della composizione organica del capitale tra settori. Tale uniformità, infatti, è condizione sufficiente a garantire l'uguaglianza tra i valori, che risultano dalle quantità di lavoro incorporato, e i prezzi di produzione, cioè i prezzi di vendita delle merci così come sperimentati nelle economie capitalistiche, risultato della tendenza all'uniformità dei saggi di profitto settoriali.
Nonostante il venir meno nel caso più generale della coincidenza tra valori e prezzi, Marx ritiene che questa sia solo una complicazione analitica non tale da inficiare il nucleo fondamentale della sua teoria, rimanendo per lui vero che l'unica fonte del profitto dei capitalisti è il plusvalore: la competizione non può alterare la legge del valore nel suo complesso, perché è convinzione di Marx che il valore non può essere creato nell'ambito della circolazione e che la competizione non può alterare il complessivo valore creato nell'ambito della produzione, ma tutt'al più redistribuirlo.
Il problema diventa dunque solo quello di individuare le leggi di trasformazione che permettono di passare dai valori ai prezzi di produzione.
Tuttavia, il modo in cui Marx affronta e sembra risolvere il problema è tutt'altro che pacifico. Si discute ancor oggi sull'esattezza della convinzione di Marx circa l'invarianza della legge del valore nel caso generale, sulle contraddizioni del modo in cui Marx imposta il problema nel Libro III e, non ultimo, sull'eventuale discordanza tra il modo in cui Engels ricostruisce il pensiero dell'amico morto e le reali convinzioni di Marx sull'argomento.

## Economisti contemporanei di Marx
Quattro anni dopo la pubblicazione del Capitale, nel 1871 vennero pubblicati i due libri che avrebbero apertamente criticato la teoria classica del valore-lavoro ed inaugurato quella neoclassica dell'utilità marginale: i Principi di economia pura di Carl Menger e la Teoria dell'economia politica di William Stanley Jevons.